# Південнокурземський край
Південнокурземський край (латис. Dienvidkurzemes novads) — адміністративно-територіальна одиниця Латвійської Республіки. Розташований у західний частині країни, в історичному регіоні Курляндія. Адміністративний центр — Гробіня. Створений 2021 року. Площа — 3590,56 км². Населення — 33 364 осіб (2021). До складу краю входять 26 волостей і 5 міст.

## Історія
Край утворений 1 липня 2021 року шляхом об'єднання Айзпутенського, Вайньодського, Гробіньського, Дурбського, Ніцького, Павілостського, Прієкулеського, Руцавського країв, після адміністративно-територіальної реформи Латвії 2021 року.  

## Внутрішній поділ
- 5 міст - Айзпуте, Гробіня, Дурбе, Павілоста, Прієкуле
- 26 волостей